# Michaił Grabski
Michaił Isaakowicz Grabski (ros. Михаил Исаакович Грабский, ur. 3 kwietnia 1923 w Kijowie, zm. 3 sierpnia 2007 w Saint Louis) – radziecki czołgista, Bohater Związku Radzieckiego (1944).

## Życiorys
Urodził się w żydowskiej rodzinie robotniczej. 25 czerwca 1941 wstąpił ochotniczo do Armii Czerwonej, walczył w bitwie pod Stalingradem, w której został ranny, po wyleczeniu skierowano go na kursy czołgistów. W końcu września 1943 wrócił na front, brał udział w walkach w rejonie Dniepru, został dowódcą działonu czołgu T-34 w składzie 3 Armii Pancernej Gwardii 1 Frontu Ukraińskiego w stopniu sierżanta, 4-5 listopada 1943 uczestniczył w walkach o Fastów, później przeszedł szlak bojowy od Kijowa do Berlina. Za udział w walkach o Fastów 10 stycznia 1944 został uhonorowany tytułem Bohatera Związku Radzieckiego. W 1946 został zdemobilizowany, wrócił do Kijowa, w 1967 ukończył Moskiewski Zaoczny Instytut Przemysłu Lokalnego, w 1979 został szefem UkrGławSnaba. W 1982 wyemigrował do Izraela, a później do USA. 14 kwietnia 1983 został pozbawiony tytułu Bohatera Związku Radzieckiego i wszystkich odznaczeń, jednak 15 kwietnia 2000 Sąd Kasacyjny Kolegium Sądu Najwyższego Federacji Rosyjskiej anulował tę decyzję i przywrócił tytuł Grabskiemu.

## Odznaczenia
- Złota Gwiazda Bohatera Związku Radzieckiego (10 stycznia 1944[1])
- Order Lenina
- Order Czerwonej Gwiazdy

I medale.